# Za szybcy się wściekli
Za szybcy się wściekli – utwór zespołu Pokahontaz, wydany w 2005 roku jako singel promujący album Receptura. Gościnnie w utworze wzięli udział Cichy i Miuosh.

## Treść
„Za szybcy się wściekli” jest utworem krytykującym popularny w ówczesnym czasie nurt hip-hopolo. Bezpośrednim impulsem do powstania utworu było nagranie przez Donia utworu „Przestrzeń” (zamieszczonego na albumie Monologimuzyka), w którym odwołał się do „Jestem Bogiem” Paktofoniki. W swoim utworze zespół Pokahontaz skrytykował takich wykonawców, jak Trzeci Wymiar, Jeden Osiem L i Ascetoholix. Utwór charakteryzuje się elektronicznym beatem i psychorapowym refrenem.

## Wydanie i odbiór
Utwór wydano w formie promo. Do utworu został zrealizowany teledysk w reżyserii Xawerego Tatarkiewicza.
Utwór zajął 29. miejsce na Szczecińskiej Liście Przebojów oraz trzecie na liście 30 ton.

## Lista utworów
1. „Za szybcy się wściekli (Radio Edit)”
2. „Za Szybcy się wściekli (Original Version)”
3. „Za Szybcy się wściekli (Instrumental)”
4. „Wstrząs dla mas (Radio Edit)”
5. „Wstrząs dla mas (Instrumental)”
6. „Za szybcy się wściekli” (teledysk)
7. „Wstrząs dla mas” (teledysk)